# Leon Best
Leon Julian Brendan Best (Nottingham, Inglaterra, 19 de septiembre de 1986) es un futbolista anglo-irlandés que se desempeña como delantero.

## Clubes
| Club                                  | País       | Año       |
| ------------------------------------- | ---------- | --------- |
| Southampton F. C.                     | Inglaterra | 2004-2007 |
| Queens Park Rangers F. C. (cedido)    | Inglaterra | 2004-2005 |
| Sheffield Wednesday F. C. (cedido)    | Inglaterra | 2005-2006 |
| AFC Bournemouth (cedido)              | Inglaterra | 2006      |
| Yeovil Town F. C. (cedido)            | Inglaterra | 2006-2007 |
| Coventry City F. C.                   | Inglaterra | 2007-2010 |
| Newcastle United F. C.                | Inglaterra | 2010-2012 |
| Blackburn Rovers F. C.                | Inglaterra | 2012-2015 |
| Sheffield Wednesday F. C. (cedido)    | Inglaterra | 2014      |
| Derby County F. C. (cedido)           | Inglaterra | 2014-2015 |
| Brighton & Hove Albion F. C. (cedido) | Inglaterra | 2015      |
| Rotherham United F. C.                | Inglaterra | 2015-2016 |
| Ipswich Town F. C.                    | Inglaterra | 2016-2017 |
| Charlton Athletic F. C.               | Inglaterra | 2017-2018 |